# Бочин, Пётр Антонович
Пётр Анто́нович Бо́чин (12 мая 1920, деревня Кресты, Тверская губерния — 22 июля 1971, Москва) — лётчик, Герой Советского Союза.

## Биография
Родился 12 мая 1920 года в деревне Кресты в крестьянской семье. Карел по национальности. В 1936 окончил семилетку и строительную школу в Калинине. Работал столяром, одновременно занимался в аэроклубе.
В Красной Армии с 1939. Окончил Ворошиловградскую военную авиационную школу пилотов. В действующей армии с начала Великой Отечественной войны.
Командир авиационного звена 10-го гвардейского бомбардировочного авиационного полка (270-я бомбардировочная авиационная дивизия, 8-я воздушная армия, Южный фронт) гвардии лейтенант Пётр Бочин к сентябрю 1943 года совершил триста шестьдесят пять боевых вылетов, в результате которых уничтожил десятки танков, взорвал несколько складов, мостов, переправ и железнодорожных эшелонов.
Принимал участие в боях за освобождение города Мелитополь Запорожской области Украины.
Указом Президиума Верховного Совета СССР от 1 ноября 1943 года за образцовое выполнение боевых заданий командования на фронте борьбы с немецко-фашистским захватчиками и проявленные при этом мужество и героизм гвардии лейтенанту Бочину Петру Антоновичу присвоено звание Героя Советского Союза с вручением ордена Ленина и медали «Золотая Звезда» (№ 1268).
Участвовал в советско-японской войне 1945 года, после чего продолжил службу в ВВС СССР. В 1947 году окончил Высшие офицерские лётно-тактические курсы. С 1963 года подполковник Бочин П. А. — в запасе.
Жил и работал в Москве. Скончался 22 июля 1971 года. Похоронен в Москве на Люблинском кладбище (участок 34а).

## Награды
Награждён 2-я орденами Ленина, орденами Красного Знамени, Отечественной войны 1-й степени, Красной Звезды, медалями.

## Память
Имя Героя увековечено в мемориале в городе Паневежис (Литва).
В Москве на жилом доме № 67 по улице Юных Ленинцев установлена памятная доска. 1
Именем Героя назван бомбардировщик Ту-22М3 № 20 из состава 7051-й гвардейской ордена Ленина Краснознамённой авиационной базы (аэродром Оленья).